# Imbé de Minas
Imbé de Minas là một đô thị thuộc bang Minas Gerais, Brasil. Đô thị này có diện tích 199,521 km², dân số năm 2007 là 6324 người, mật độ 34,4 người/km².